# Irène Joliot-Curie
Irène Joliot-Curie (París, França, 12 de setembre de 1897 - 17 de març de 1956) fou una física i química francesa guardonada amb el Premi Nobel de Química l'any 1935. Va ser la segona dona a obtenir aquest guardó.

## Biografia
Irène era filla dels premis Nobel Pierre i Marie Curie. Quan tenia vuit anys va néixer la seva germana Ève i el 19 d'abril de 1906, el seu pare moria atropellat per un carruatge. La seva formació va anar a càrrec dels amics científics de la seva mare que van formar una cooperativa d'ensenyament a domicili en què, cada un ensenyava als fills de tots coses de la seva especialitat, a un ritme d'una assignatura per dia. Això va fer que Irène pogués accedir a coneixement que, difícilment hauria assolit amb una escolarització reglada normal. Fins al 1910 no va entrar en una escola oficial, l'escola Pasteur
Després d'estudiar física i química a la Universitat de París durant la Primera Guerra Mundial, fou assistent del departament de radiografia de diversos hospitals francesos. Un cop acabada la guerra, fou nomenada ajudanta de la seva mare a l'Institut del Radi de París, posteriorment conegut amb el nom d'Institut Curie. Simultàniament aconsegueix la llicenciatura en matemàtiques i física i, posteriorment, obté un doctorat escollint com a tema de la seva tesi Els raigs Alfa i la radiació del poloni.
Al costat de sa mare conegué el seu assistent personal, Frédéric Joliot, del qual s'enamorà i amb qui es casà el 9 d'octubre de 1926. Adoptà el cognom del marit. El matrimoni Joliot Curie van tenir dos fills, Hélène, nascuda l'any 1927, i Pierre, el 1932.
Al llarg de la seva vida, influenciada per l'exemple de la seva mare, Irène va tenir un fort compromís actiu amb causes feministes, tot i no inscriure's mai en cap moviment militant. Una part d'aquesta consciència la fa apropar al comunisme, ja que, considera que el dret al treball és el bé més preuat per a les dones i s'emmiralla en el model de societat de l'URSS on aquesta igualtat és completa entre homes i dones.
L'any 1935 fou nomenada directora d'investigació de la Fundació Nacional de Ciències; fou apartada de la Comissió Francesa d'Energia Atòmica l'any 1951 per les seves simpaties pel Partit Comunista Francès.
El 4 de juny de 1936, el recentment nomenat primer ministre francès Léon Blum li ofereix ser la secretària d'Estat d'Investigació Científica, lloc que accepta amb uns objectius molt clars i ambiciosos d'acord amb el seu convenciment que la ciència ha de tenir un important paper social. Irène pretén aconseguir una millora substancial dels pressupostos d'investigació, una reorganització dels estudis científics per a les nenes, amb dret a aconseguir llicenciatures i títols, un augment de les relacions dels investigadors amb la indústria i la protecció de les invencions dels investigadors. Uns mesos més tard dimiteix del seu càrrec en considerar que no ha aconseguit amb prou rapidesa la realització dels seus principals projectes.
Després de la seva breu participació en el govern, Irène s'adhereix al Comitè de Vigilància dels Intel·lectuals Antifeixistes i, el 1940, el matrimoni passa a formar part de la Resistència. L'any 1942, debilitada per la tuberculosi, Irène es trasllada a viure a Suïssa amb els seus fills on acull a científics estrangers perseguits pels nazis. Pacifista convençuda des de la seva experiència a la Primera Guerra Mundial, considera com a models de societats igualitàries i pacifistes a l'URSS i les democràcies populars d'Europa de l'Est i espera que Polònia, la seva pàtria materna, s'hi afegeixi.
Els bombardejos d'Hiroshima i Nagasaki el 1945 suposen un daltabaix pel matrimoni Joliot-Curie, així com per a tots els científics que van participar en el desenvolupament de l'energia nuclear. Irène continua compromesa amb el pacifisme i el feminisme, i creu que la pau és en gran manera un assumpte de dones. El 1948, juntament amb el biòleg Julian Huxley, copresideix el Congrés Mundial dels Intel·lectuals per la Pau i la Lliure Circulació dels Descobriments, que es fa a Polònia.
Irène Joliot-Curie que continuà treballant al laboratori fins al gener de 1956, morí el 17 de març d'aquell mateix any, a la seva residència de París, a conseqüència d'una leucèmia.

## Recerca científica

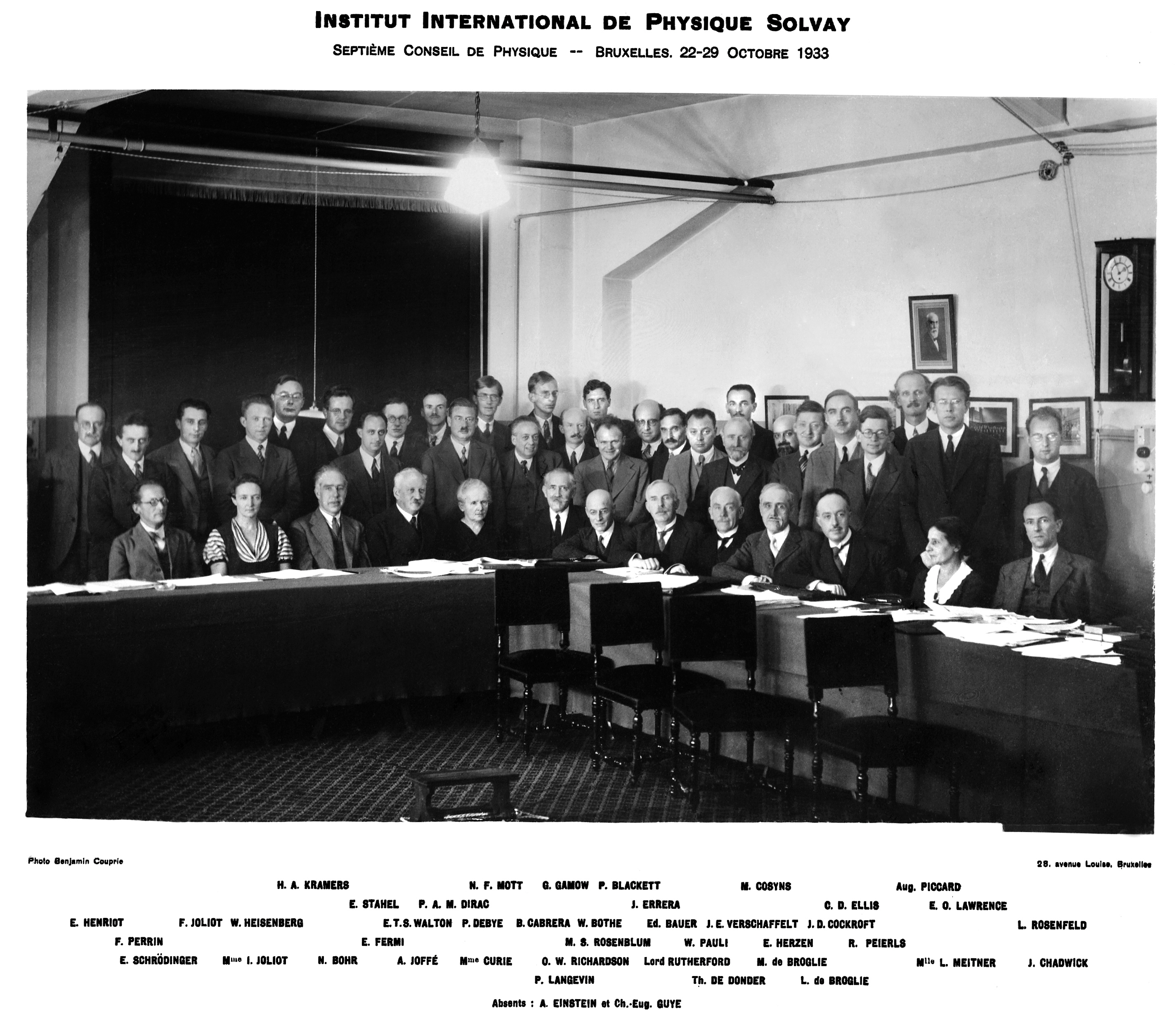
Setena Conferència Solvay realitzada l'any 1933. Podem observar Irène Joliot-Curie asseguda la segona per l'esquerra, situada entre Erwin Schrödinger i Niels Bohr, i just davant del seu espòs

L'octubre de 1930, el matrimoni participa a Brussel·les en la sisena conferència Solvay, juntament amb Rutherford, Meitner i Bohr, entre d'altres. Al costat del seu marit va iniciar la recerca en el camp de la física nuclear cercant l'estructura de l'àtom, en particular l'estructura i projecció del nucli, que fou fonamental per al posterior descobriment del neutró l'any 1934, any en el qual aconseguiren produir artificialment elements radioactius.
L'any 1935, ambdós científics foren guardonats amb el Premi Nobel de Química pels seus treballs en la síntesi de nous elements radioactius.
Ambdós treballaren en les reaccions en cadena i els requisits per a la construcció encertada d'un reactor nuclear que utilitzés la fissió nuclear controlada per a generar energia mitjançant l'ús d'urani i aigua pesant.